# 島本幸助 (先代)
先代 島本 幸助（しまもと こうすけ、前名・光次郎、あるいは岩次郎、1859年4月6日〈安政6年3月4日〉 - 1928年〈昭和3年〉1月21日）は、日本の商人（呉服商、織物商）、実業家、広島県多額納税者。島本商事代表社員。山陽燐寸社長。族籍は広島県平民。

## 経歴
広島県・島本幸助の長男。1884年、家督を相続した。染地手拭製造販売並洋反物各国縞絣卸を営む。商品原料及び商品は京阪及び名古屋等にて仕入れ、市内を始め県下一円、伊予地方に販売する。
傍ら会社重役であり、山陽燐寸社長、広島呉電力、広島油明、広島信託、広島瓦斯電軌、広島木材、東邦護謨、広島電気各取締役、中国商業銀行、広島株式取引所各監査役等をつとめた。

## 人物
貴族院多額納税者議員選挙の互選資格を有した。住所は広島市京橋町。

## 家族・親族
島本家
- 父・幸助（広島県平民）[3]
- 妻・ヒサ（1866年 - ?、広島士族、高地熊之助の長女[3]、地主[9]）
- 男・幸助（1890年 - ?、旧名・圭一、広島県多額納税者[6][10]、島本商事代表社員[10]）
- 男・静吾（1898年 - ?）[3][9]
- 男・鶴造（1899年 - ?）[3][9]
- 女・秀子（1893年 - ?）[3]
- 二女・ミツ[2]（あるいはミワ[3]、1895年 - ?、外祖父・高地熊之助の養子となる）[3]
- 女・清子（1906年 - ?）[3][9]